# Cia. Barbixas de Humor
A Cia. Barbixas de Humor é um grupo humorístico formado por Daniel Nascimento, Anderson Bizzocchi e Elidio Sanna.
Tem influência, entre outros, da série Whose Line Is It Anyway?, da série cômica inglesa Monty Python; do ator e comediante britânico Rowan Atkinson, famoso pelo seu personagem Mr. Bean; do grupo português Gato Fedorento; dos espanhóis do El Tricicle e da dupla de australianos do Umbilical Brothers. O trio estreou com o espetáculo "Onde está o Riso?" e, de lá para cá, fez com que as apresentações multimídias fossem sua marca registrada e parte do sucesso da trupe. O grupo ficou conhecido pelo seu espetáculo de improvisação "Improvável", que virou websérie no YouTube desde 2008 e em cartaz nos teatros desde 2007. Em 2010, os Barbixas venceram o Campeonato de Catch de Improvisação no Festival Internacional de Teatro de Bogotá, um dos mais importantes festivais de teatro do mundo. Em 2011, a Cia Barbixas de Humor foi convidada a participar do 16º Festival de Teatro de Improvisação de Amsterdã, um dos mais antigos e tradicionais festivais de teatro da Europa. Em 2021, inauguraram o Clube Barbixas, na Rua Augusta, em São Paulo.

## História
O grupo teve seu início em 2004 quando começaram a escrever e participar de peças de teatro com esquetes como Santa Ceia e O Coiso, que, na internet, tiveram milhões de visualizações através do canal oficial da Cia no YouTube. Em 2007, eles criaram o Improvável, um espetáculo de improviso que rendeu temporadas contínuas desde 2008 em São Paulo no Teatro TUCA e turnês por todo Brasil nos finais de semana.
O espetáculo Improvável tornou-se uma websérie com mais de 500 milhões de acessos e rendeu aos Barbixas um contrato com a MTV Brasil no ano de 2009. Depois de fazer parte do elenco fixo do programa Quinta Categoria ao lado de Marcos Mion, a Cia. fez parte do programa É Tudo Improviso em janeiro de 2010, na Band. No dia 22 de Março de 2012, foram entrevistados pelo Google para participar do +AoVivo, sendo o espetáculo Improvável transmitido ao vivo pelo Orkut, Google Plus e pelo YouTube.
O espetáculo Improvável já foi assistido nos teatros brasileiros por mais de 700 mil pessoas desde 2008. Em 2009, foi gravado o DVD do espetáculo em Santo André, e este ficou disponível em 2010 pelo Netflix.
Em 2013, a Cia. volta com esquetes feitos exclusivamente para o YouTube e também alimenta o canal com vídeos de seu espetáculo "Em Breves", mostrando outras vertentes do grupo diferentes da improvisação.
Em 2021, a Cia. inaugurou seu Clube de Comédia em São Paulo.

## Espetáculos[5]

### Onde está o riso?
Show com números próprios e adaptações dos melhores esquetes do mundo.
Um espetáculo que deixa claro as influências do trio. Além de ser a primeira peça encenada pelos Barbixas.
Foi apresentada, inicialmente, no Teatro Jardim São Paulo.

### Em Lata!
Humor non-sense em esquetes surrealistas. No espetáculo "Barbixas em Lata", Anderson Bizzocchi, Daniel Nascimento, Elídio Sanna e convidados arrecadam alimentos e enlatados para ONGs.
A peça é uma reunião de adaptações dos melhores esquetes do mundo e mostra um pouco mais as influências do grupo.

### Em Breves
Formado por breves quadros de humor escritos e encenados pelos três integrantes do grupo - Anderson Bizzocchi, Daniel Nascimento e Elídio Sanna -, a peça também traz esquetes que são sucessos na internet como "Santa Ceia" e "O Coiso", que juntos somam mais de 16 milhões de acessos no Youtube. Outras situações absurdas e inexplicáveis do cotidiano também ganham, nele, a visão nonsense do grupo. O espetáculo, que teve temporada de um ano, em 2008, no Teatro Jaraguá, e curta temporada no Teatro TUCA, em 2012, reestreia em 2013 com novos esquetes. A companhia, que é amplamente reconhecida por seu espetáculo de improvisação Improvável, traz ao público a possibilidade de conhecer outras vertentes do grupo, com breves quadros de humor não improvisados. Alguns desses quadros são encontrados no canal da Cia. no Youtube.

### 3
Três reis magos. Três segredos de Fátima. As três caravelas.
O número 3 está presente em muitas coisas. Três Marias. Os três mosqueteiros. Os três porquinhos.
Muitos filmes são feitos em três partes (as famosas trilogias). O médico nos pede para falar trinta-e-três. Já são dois 3! Os três patetas. A cidade Três Corações. Os três tenores. Santa trindade. Três é demais.
Assim o trio Barbixas apresenta o seu terceiro espetáculo "3".

### Improvável
Criado, produzido e encenado pela Cia. Barbixas de Humor, o espetáculo "Improvável" é um projeto de humor baseado em improvisações no qual a plateia tem fundamental importância para realização dos jogos de improviso. O espetáculo tem muita influência do programa Whose Line Is It Anyway?. Nele, um mestre de cerimônias aquece a plateia com uma pequena introdução antes do espetáculo interagindo com o público e explicando como eles poderão influenciar nas cenas. Na hora das improvisações ele seleciona as sugestões da plateia e explica os mecanismos e as regras dos jogos de improvisação. A cada apresentação é chamado um ou mais humoristas para completar o elenco.
E como tudo é baseado no improviso, o público sempre vê uma peça diferente e interativa. "Improvável" começou com apresentações mensais em 2008. Desde fevereiro de 2009 acontece toda semana em São Paulo e viaja pelo Brasil nos finais de semana fazendo sessões extras sempre lotadas. Algumas das apresentações são gravadas para alimentar a websérie do Improvável . Possui um dos vídeos mais vistos do Brasil com uma média de mais de quatro milhões de acessos por mês. Isso significa mais de 200 mil acessos por dia, ou seja, a cada segundo duas pessoas começam a assistir algum vídeo do espetáculo.
O espetáculo teve seu DVD gravado em 2009 em Santo André, e ficou disponível em 2013 pelo Netflix.

### Notícias Improvisadas
A plateia traz jornais e revistas de qualquer data, de qualquer tipo. Os atores leem as notícias que servirão de inspiração para as histórias improvisadas. Assim é "Notícias Improvisadas", novo trabalho da Cia. Barbixas de Humor, conhecida pelo espetáculo Improvável e pelos programas de TV "Quinta Categoria" na MTV e "É tudo improviso" na Band e TBS. Ao contrário dos jogos de improviso curtos do espetáculo Improvável, a nova peça, Notícias Improvisadas trata-se de um formato longo em que as cenas se unem em uma grande história. O público irá ver o resultado da pesquisa desse formato que o grupo vem fazendo em viagens e participações em festivais em diversos países como Portugal, Holanda, Chile, Colômbia, Canadá e Estados Unidos. O desafio está em criar histórias com as diversas possibilidades de reportagens, não apenas sobre os assuntos mais comuns em jornais e revistas. Pode ser notícia de política, de esporte ou até uma matéria sobre novos esmaltes, ou como preparar um churrasco perfeito, não importa, tudo vale!

### Barbixas em Cena
A Cia. Barbixas de Humor leva ao espaço Pikadero nas noites de terça-feira do mês de estreia seu espetáculo "Barbixas em Cena”, em que o grupo - Anderson Bizzocchi, Daniel Nascimento e Elidio Sanna - interpreta esquetes cômicos com inspiração no humor nonsense que tanto caracteriza a companhia. Muito conhecidos pelo espetáculo de improvisação teatral Improvável, os Barbixas convidam o público a se divertir com outras vertentes do grupo, com quadros curtos de humor não improvisados.

### Improvável SuperCena
Em edição especial o espetáculo de Improvisação Improvável se converte em "Improvável SuperCena". Apresentado pelo mestre de cerimônias, com a presença do músico improvisador, o espetáculo também conta com 3 diretores, comandando 6 atores no palco. A platéia vota nas melhores cenas até chegar na cena final, a Super Cena.

## Redes Sociais
- Site Oficial
- Facebook Oficial
- Twitter @barbixas
- Instagram @ciabarbixas
- Instagram Clube Barbixas @clubebarbixas